# Boussens (Haute-Garonne)
Boussens ist eine französische Gemeinde mit 1108 Einwohnern (Stand 1. Januar 2022) im Département Haute-Garonne in der Region Okzitanien. Die Einwohner werden Boussinois genannt. Die Bevölkerungszahl stieg von 750 (1962) auf die heutige Zahl an.
Boussens liegt am Canal de Saint-Martory, 70 Kilometer südlich von Toulouse an der Einmündung der Salat in die Garonne (die den Ostrand des Ortes bildet). Die Anbindung an das Autobahnnetz Frankreichs wird durch die Autoroute A64 hergestellt, der Bahnhof Boussens liegt an der Bahnstrecke Toulouse–Bayonne.
Boussens ist eine alte Bastide, eine im Mittelalter gegründete und weitgehend in einem Zug erbaute Stadt Südfrankreichs. Die Errichtung einer Bastide erfolgte nach wirtschaftlichen, politischen oder militärischen Überlegungen.
Seit dem Ende des 19. Jahrhunderts führte die neugewonnene Möglichkeit der Nutzung von Wasserkraft zur Energieerzeugung zu industriellen Aktivitäten in Boussens, deren Mittelpunkt ein Wasserkraftwerk war. Die drei Gemeinden Mancioux, Roquefort-sur-Garonne und Boussens nutzten eine Engstelle der Garonne im Massif du Plantaurel für den Bau dieses Werkes. Von 1912 bis 1917 gab es deshalb eine lokale Industrie in Mancioux.
Zu den Sehenswürdigkeiten von Boussens zählen die Kirche Saint-Exupère und gallo-römische Ruinen in der Nähe des Ortes.

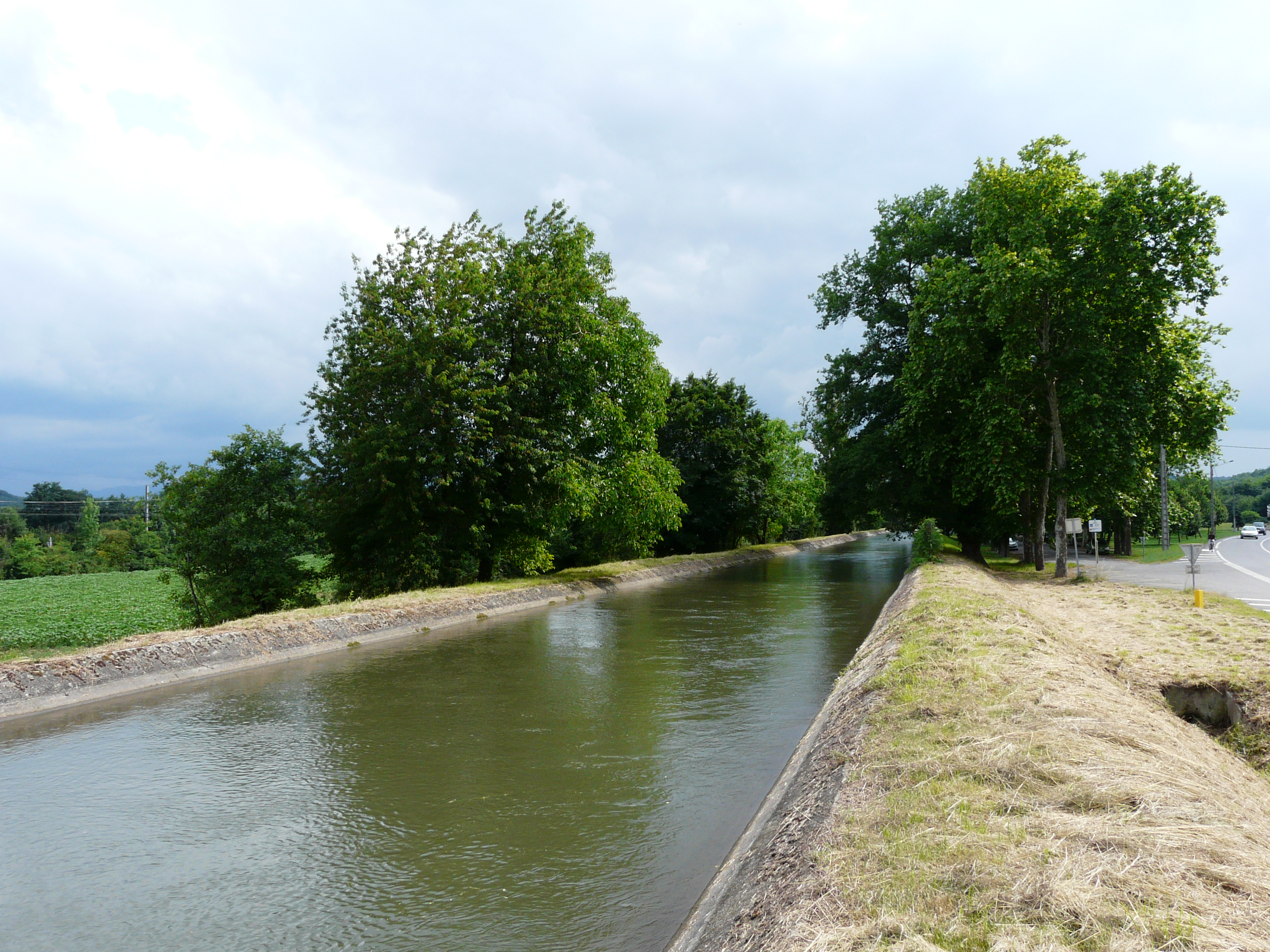
Canal de Saint-Martory bei Boussens

## Bevölkerungsentwicklung

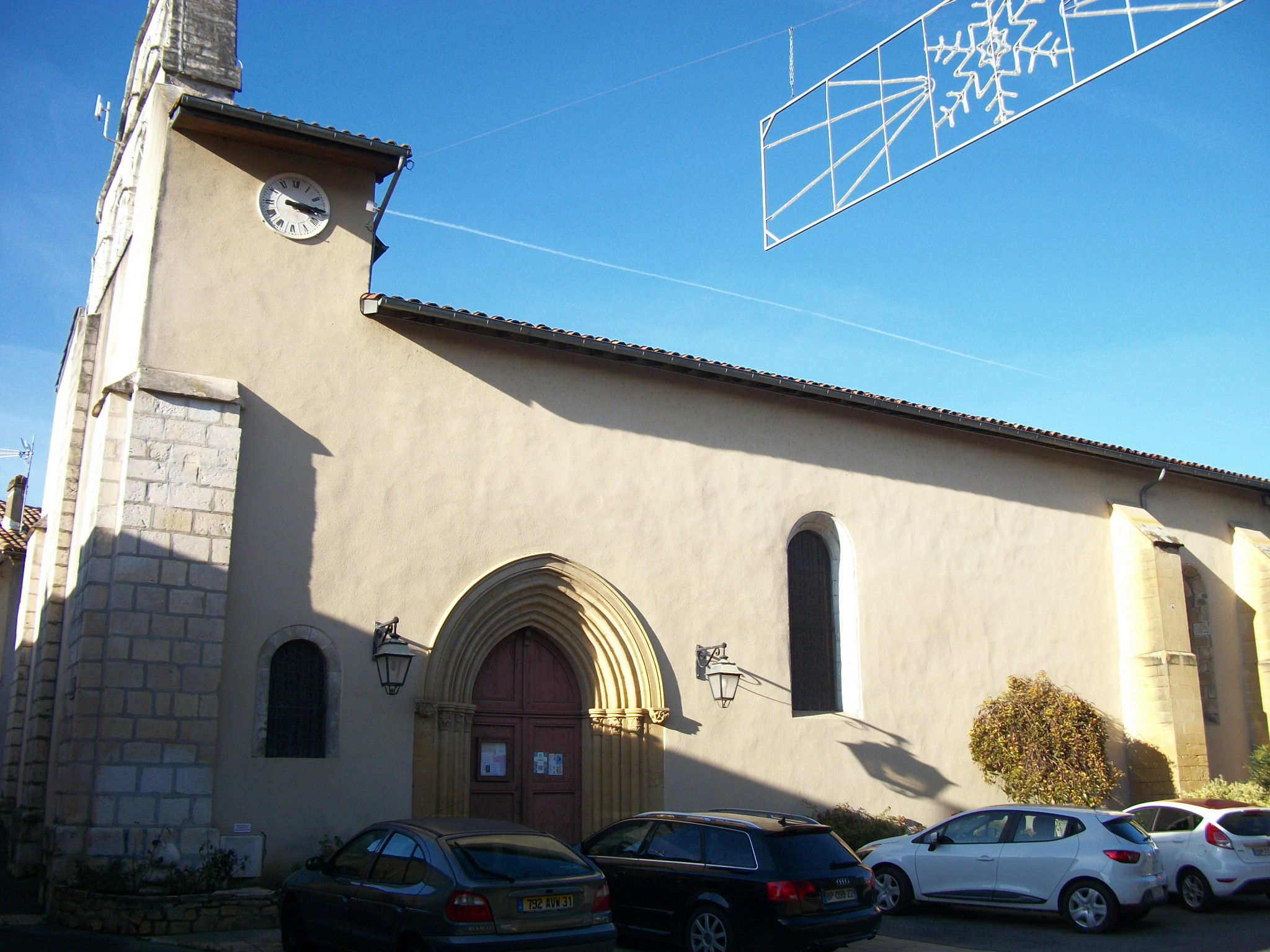
Kirche Saint-Exupère

| Jahr                       | 1962 | 1968 | 1975 | 1982 | 1990 | 1999 | 2007 | 2017 | 2019 |
| Einwohner                  | 750  | 734  | 698  | 725  | 797  | 833  | 1033 | 1074 | 1061 |
| Quellen: Cassini und INSEE |      |      |      |      |      |      |      |      |      |